# Marcin Jabłoński (duchowny)
 Marcin Jabłoński (ur. 11 listopada 1888 w Jabłonce, zm. 5 września 1948 tamże) – polski duchowny katolicki, były prezes Związku Górali Spisza i Orawy, publicysta. 
Pochodził ze starego rodu orawskiego pierwszych osadników. W zbiorach rodzinnych przechowywał się do końca swoich dni dokument z roku 1575 – przywilej osadniczy wdowy Katarzyny Zrinyi (po Franciszku Thurzo) wydany dla sołtysa Wincentego Jabłonowskiego (syna Sebastiana Jabłonowskiego – pierwszego sołtysa). Pierwsi sołtysi używali nazwiska Jabłonowski, z czasem pisownia zmieniła się na Jabłonowski i Jabłoński. Przywilej z roku 1575 przechowywał dziad ks. Jabłońskiego. Nazwisko Jabłońskich pisano też podwójnie: Jabłoński-Joniak lub Joniak-Jabłoński, dziś na Orawie podwójna nazwa zanikła, a na roli pozostali tylko Joniakowie. Po śmierci ks. Jabłońskiego rodzinne archiwum zaginęło, a z nim i ten dokument.

## Życiorys
Marcin Jabłoński skończył szkołę ludową ze słowackim i węgierskim językiem nauczania. Niższe, 4-klasowe gimnazjum skończył w Trzacianie, a gimnazjum w Rużomberku na Liptowie, maturę zadawał w Rożnawie (słow. Rožňava). Studia teologiczne odbył w Lewoczy w Kapitule Spiskiej, a dokończy w Wiedniu, biegle władał językami węgierskim, słowackim i niemieckim.
Na kapłana wyświęcony został 1 czerwca 1911 roku w Kapitule Spiskiej, prymicje odbyły się w rodzinnej Jabłonce. Obowiązki wikariusza pełnił na Orawie w Chyżnem i Rabczy (słow. Rabča), na Spiszu – w Drużbakach i Szwabowcach oraz liptowskiej wsi Hybe, w tej ostatniej w roku 1919 pełnił obowiązki administratora. 

### Okres międzywojenny
Te same czynności pełnił w Lipnicy Małej, do której przeniósł się z Zubrohlawy. W tej wsi w roku 1920 doczekał się wcielenia do Polski, jak i dalszych 11 wsi orawskich. W 1921 roku objął administrację w Zubrzycy Górnej, a w roku 1923 został proboszczem w Chyżnem. Do diecezji krakowskiej został inkorporowany w roku 1925, następnie w roku 1928 przeniesiony na probostwo do Orawki.
Udzielał się na polu publicystycznym. Marian Gotkiewicz nazwał go pisarzem ludowym, artykuły podpisywał pseudonimem „Rodomił”. Znaczące teksty publikował w Gazecie Podhalańskiej, Dzwonie Kościelnym i w słowackich Narodnich Novinach. W Orawce odremontował stary zabytkowy kościół, za co władze administracyjne odznaczyły go Krzyżem Komandorskim Odrodzenia Polski.
Społecznie działał w Związku Górali Spisza i Orawy, na I Walnym Zjeździe Związku (30 marca 1931 roku) jednomyślnie został wybrany jego prezesem i funkcję tę pełnił do 9 lipca 1936 roku. Zwolnił ją wówczas dla ks. Ferdynanda Machaya, który powrócił do kraju po odbytych studiach we Francji. Do roku 1933 był wiceprezesem tego Związku.

### II wojna światowa
W roku 1939 rozpoczęła się hitlerowsko-słowacka okupacja polskiej części Orawy. Dekrety wydane przez władze cywilne słowackie dla terenów i ludności orawskiej podkreślały słowackość zajętych ziem (przyznanych Polsce po I wojnie światowej), a ludność góralską rzekomo pochodzenia słowackiego i mówiącą gwarą góralską w myśl hitlerowskiej doktryny przypisano do proniemieckiego Slowaken-Volk.
Po wywiezieniu w roku 1939 ks. dziekana Jana Góralika do obozu koncentracyjnego w Dachau, ks. Marcin Jabłoński mianowany został przez arcybiskupa krakowskiego zastępcą dziekana na polską część Orawy. Kiedy władze hitlerowskie włączyły tereny Orawy do Słowacji, nad tą częścią archidiecezji krakowskiej stosownie do przepisów prawa kościelnego, arcybiskup Adam Stefan Sapieha zlecił tymczasową jurysdykcję kościelną ks. Wojtaszakowi. Ksiądz Jabłoński występował więc jako kapłan archidiecezji krakowskiej pełniąc obowiązki dziekana, bronił swojego biskupa i kapłanów, którzy pozostali na parafiach (ks. ks. Józefa Buronia, Jana Maślaka, Karola Machaya). Pozostałym księżom polskim nie pochodzącym z Orawy władze cywilne zabroniły pełnienia posługi kapłańskiej (ks, Łysek z Jabłonki wyjechał do Kasiny Małej, ks. Zaremba z Chyżnego mieszkał przez całą okupację u jednego z gazdów).
Mimo nacisku słowackich władz cywilnych i kościelnych ks. Jabłoński nie wyrzekł się polskiej narodowości. Podczas okupacji słowackiej okazał się, jak pisał o nim po wojnie ks. Ferdynand Machay:

prawdziwym ojcem i opiekunem prześladowanej polskości. W jego rękach była skupiona cała praca niepodległościowa w czasie wojny.

Podejrzany o polską działalność dwukrotnie został zesłany do obozu karnego w Iławie koło Trenczyna (w roku 1939 – 2 miesiące, w roku 1941 – 11 dni), a w Orawce był pod specjalnym dozorem policyjnym – „internowany” w ten sposób przez 13 miesięcy. Wspominał ten okres niechętnie:

Najpodlejsze było więzienie domowe. Przez trzynaście miesięcy mięsięcy pilnowała specjalna policja, jak prawdziwego zbrodniarza. Ani rusz ze wsi. Jarmark, odpust, pogrzeb czy wesele w rodzinie było dla mnie zabronione. Codziennie mogłem sobie godzinną przechadzkę w obrębie wsi, oczywiście w bliższym lub dalszym towarzystwie „anioła stróża”.

Mimo nadzoru kontaktował się z Biurem Informacji i Propagandy AK i z ks. Ferdynandem Machayem w Krakowie oraz konsultował szczegóły akcji polskiej na Orawie.
Ostro sprzeciwiał się ks. biskupowi Wojtaszakowi, gdy ten zdecydował się przenieść polskich księżny z Orawy. Uważał, że jurysdykcja przekazana przez arcybiskupa Sapiehę jest tylko zleconą, a nie własną ks. biskupa i dlatego nie miał on prawa przenosić księży. Zastrzegł sobie prawo do Stolicy Apostolskiej. Korespondencję prowadził z ks. biskupem po łacinie, choć doskonale znał język słowacki, a odpowiedzi otrzymywał po słowacku.
Podczas okupacji napisał poemat „Orawskie krasy” opiewający piękno Orawy. Dawał w nim wyraz swym polskim odczuciom. Poemat ten zachował się tylko w części opublikowanej przez ks. Ferdynanda Machaya w kalendarzu „Przyjaciel Spisza i Orawy” (1947).
Sporo przykrości doznał ks. Jabłoński od agitatorów słowackich i części ludności pozostającej pod wpływem nacjonalistycznej i szowinistycznej „Hlinkovej Gardy”. W anonimowych listach grożono mu wyrokami śmierci. 

### Okres powojenny
Po wyzwoleniu Orawy witał wkraczających żołnierzy radzieckich, a później polskich (18 lipca 1945 roku), za co rozfanatyzowane baby chciały go zlinczować na progu plebanii. Rozpędzone zostały kolbami karabinów przez ludzi z oddziału „Ognia” akurat przechodzących przez wieś.
Ksiądz Jabłoński czynnie włączył się w roku 1945 do organizowania gminy w Jabłonce i został jej pierwszym przewodniczącym w Gminnej Radzie Narodowej. Troszczył się o polskie szkolnictwo i oświatę rolną, sprawował ziarna siewne i nawozy sztuczne.
Był słusznej postury, chorował na serce i nadciśnienie, na pozór tylko surowy i małomówny, zwano go „hrubym gazdą”. Przejścia okupacyjne i powojenne nie pozostały bez wpływu na jego zdrowie, zmarł przedwcześnie 5 września 1948 roku w wieku 60 lat. Pochowany został na przykościelnym cmentarzu, obok kościoła – na „Orawskim Wawelu”, jak sam o nim mówił i sławił w swoich publikacjach.